# 砂狗娃花
砂狗娃花（学名：Heteropappus meyendorffii）是菊科狗娃花属的植物。分布于朝鲜、俄罗斯、日本以及中国大陆的内蒙古、甘肃、东北、河北、陕西、山西等地，生长于海拔200米至700米的地区，多生于河岸砂地、林下沙丘或山坡草地，目前尚未由人工引种栽培。